# Бенгальська армія

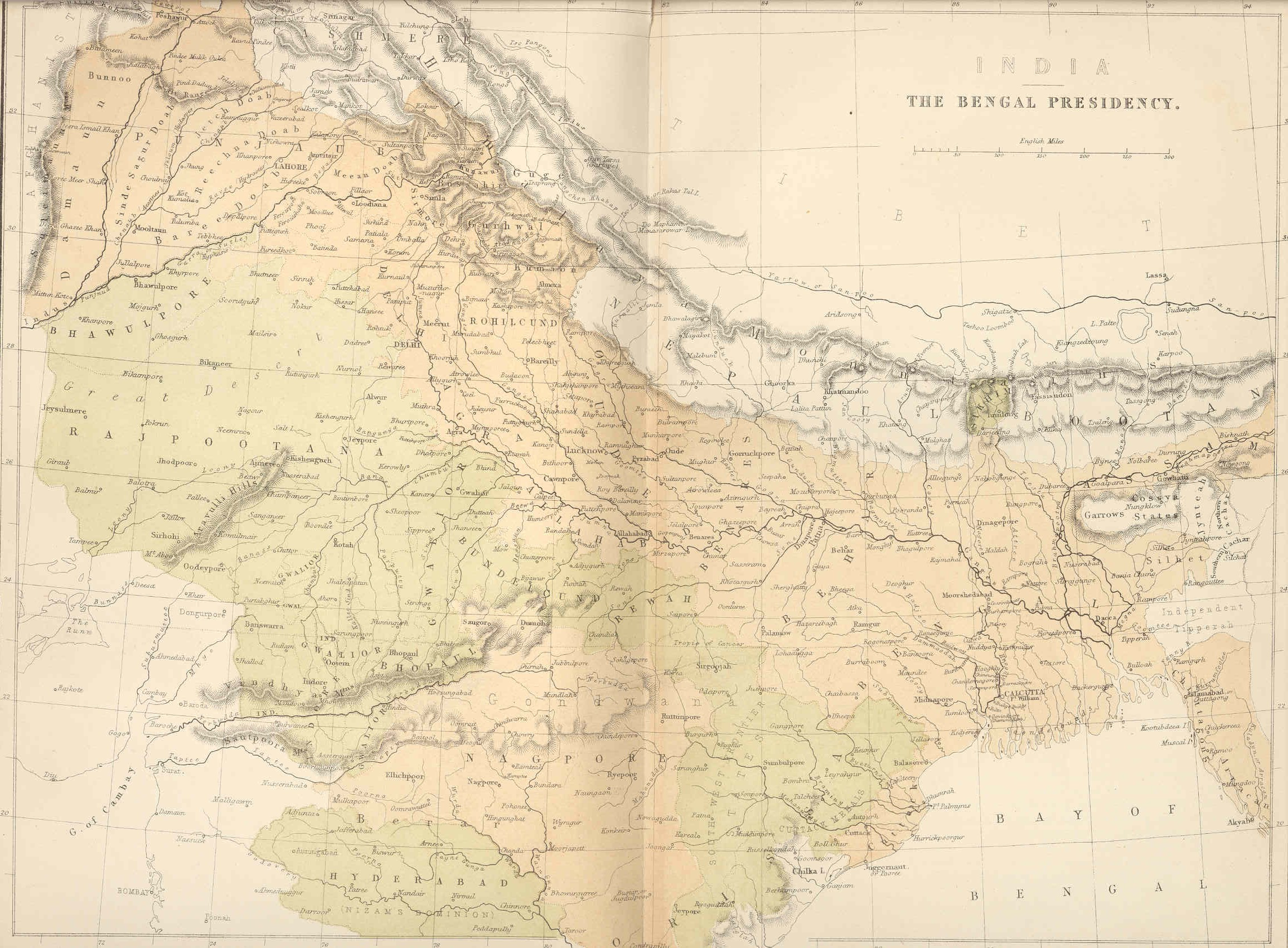
Володіння у підпорядкуванні бенгальської армії (1858)

Бенгальська армія (бенг. বঙ্গ সেনা) — армія Бенгальського президентства, одного з трьох президентств Британської Індії у Південній Азії. Територія президентства займала великі території від Бенгалії на сході Індійського субконтиненту до Гімалаїв на півночі та Північно-Західної прикордонної провінції. Багатонаціональна армія включала до свого складу найвідоміші підрозділи регіону, такі як 1-й Йогоо високості герцога Йоркського уланський полк (кіннота Скіннера) з Бенгалії, полки гуркхських стрільців з Гімалайських гір та корпус розвідників з північно-західного кордону.
Армії президентств, як і самі президентства, перебували під контролем Ост-Індської компанії. Після Сипайського повстання 1857 року всі три індійських президентства через Закон про покращене управління Індією були підпорядковані напряму Британській короні.
Присутність бенгальців наприкінці XIX століття в армії було зменшено, оскільки у повстанні сипаїв ця народність була на перших ролях. Самі армії президентств у той самий період були об'єднані у Британську Індійську армію.

## Структура

### Кавалерія

#### Полки регулярної армії
| - Охорона генерал-губернатора - 5 полків бенгальської європейської легкої кавалерії - 10 полків бенгальської легкої кавалерії - 1-й полк бенгальської легкої кавалерії - 2-й полк бенгальської легкої кавалерії - 3-й полк бенгальської легкої кавалерії - 4-й полк бенгальської легкої кавалерії - 5-й полк бенгальської легкої кавалерії - 6-й полк бенгальської легкої кавалерії - 7-й полк бенгальської легкої кавалерії - 8-й полк бенгальської легкої кавалерії - 9-й полк бенгальської легкої кавалерії - 10-й полк бенгальської легкої кавалерії | - 18 полків іррегулярної кавалерії - 1-й полк іррегулярної кавалерії (кіннота Скіннера) - 2-й полк іррегулярної кавалерії - 3-й полк іррегулярної кавалерії - 4-й полк іррегулярної кавалерії - 5-й полк іррегулярної кавалерії - 6-й полк іррегулярної кавалерії - 7-й полк іррегулярної кавалерії - 8-й полк іррегулярної кавалерії - 9-й полк іррегулярної кавалерії - 10-й полк іррегулярної кавалерії - 11-й полк іррегулярної кавалерії - 12-й полк іррегулярної кавалерії - 13-й полк іррегулярної кавалерії - 14-й полк іррегулярної кавалерії - 15-й полк іррегулярної кавалерії - 16-й полк іррегулярної кавалерії - 17-й полк іррегулярної кавалерії - 18-й полк іррегулярної кавалерії |

#### Полки, сформовані в ході Сипайського повстання
| - Джодхпурський кавалерійський легіон - Бунделкхандський кавалерійський легіон - Контингент кавалерії Гваліора - Контингент кавалерії Кота - Контингент кавалерії Бхопала - Малавський зведений контингент кавалерії - Іррегулярна кавалерія Рамгарха - Іррегулярна кавалерія Нагпора - 3 полки іррегулярної кавалерії Ауда - 1-й полк іррегулярної кавалерії Ауда - 2-й полк іррегулярної кавалерії Ауда - 3-й полк іррегулярної кавалерії Ауда - 3 полки кінноти Годсона - 1-й полк кінноти Годсона - 2-й полк кінноти Годсона - 3-й полк кінноти Годсона - 4 полки сикхської іррегулярної кавалерії - 1-й полк сикхської іррегулярної кавалерії (кіннота Вейла) - 2-й полк сикхської іррегулярної кавалерії - 3-й полк сикхської іррегулярної кавалерії - 4-й полк сикхської іррегулярної кавалерії - Джатська йоменська кіннота - Рохілхандська кіннота | - Матхурська кіннота - Кіннота Александра - Добровольці Барроу - Іррегулярна кавалерія Бехара - Белудзька кіннота - Бенаресська кіннота - Бенгальська йоменська кавалерія - Калькуттська добровольча гвардія - Іррегулярна кавалерія Де Кантцоу - Кіннота Грема - 2-й полк кавалерії Гваліора - Кіннота Х. Х. Гаеквада - Добровольча кіннота Джексона - Джаландхарська кавалерія - Лахорська легка кіннота - 1-я марахтська кіннота - 2-я марахтська кіннота - Маратхська легка кіннота - Пешаварська легка кіннота - Добровольча кавалерія Раджгазі - Пуштунська кіннота Лінда і Кьюретона - Кіннота Фейна |

#### Пенджабські іррегулярні війська
- Корпус розвідників, пенджабські іррегулярні війська
- 5 полків кавалерії пенджабських іррегулярних військ
  - 1-й полк кавалерії пенджабських іррегулярних військ
  - 2-й полк кавалерії пенджабських іррегулярних військ
  - 3-й полк кавалерії пенджабських іррегулярних військ
  - 4-й полк кавалерії пенджабських іррегулярних військ
  - 5-й полк кавалерії пенджабських іррегулярних військ

### Артилерія
- Бенгальська кінна артилерія

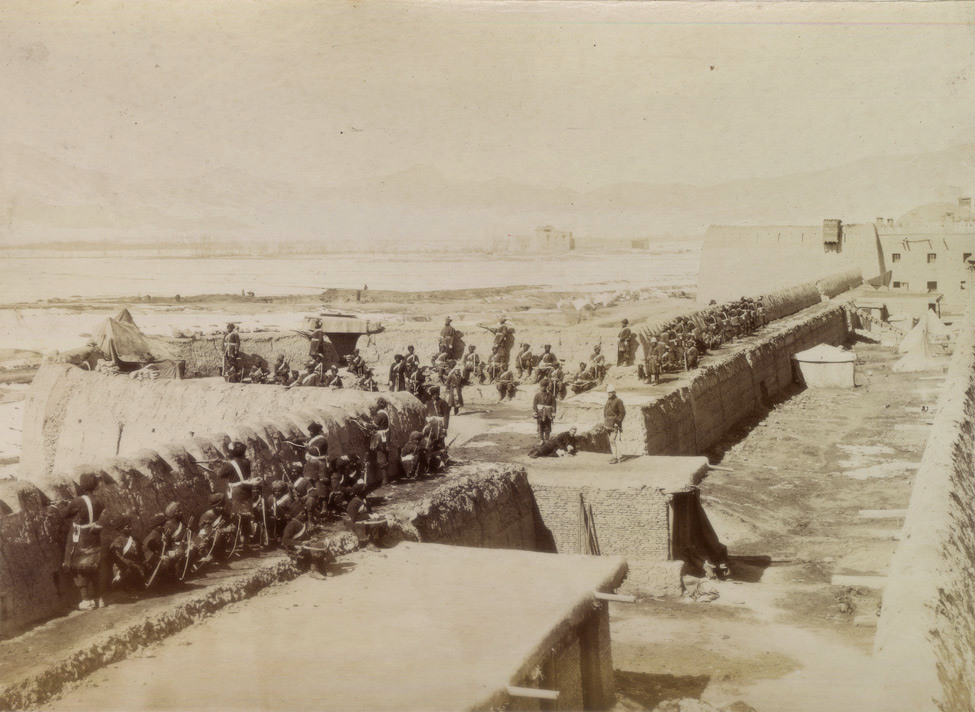
Корпус бенгальських саперів та мінерів у 1879 році

- Бенгальська європейська піхотна артилерія
- Бенгальська туземна піхотна артилерія
- Пенджабська кінна артилерія, пенджабські іррегулярні війська

### Інженерні війська
- Корпус бенгальських саперів та мінерів
- Корпус себунди саперів та мінерів

### Піхота

#### Полки регулярної армії
- 1-й бенгальський європейський фузілерний полк
- 2-й бенгальський європейський фузілерний полк
- 3-й бенгальський європейський легкий піхотний полк
- 4-й бенгальський європейський полк
- 5-й бенгальський європейський полк
- 6-й бенгальський європейський полк
- 72 полки туземної піхоти[~ 3]

| - - 1-й пенджабсько-бенгальський туземний піхотний полк - 2-й бенгальський туземний піхотний полк - 3-й бенгальський туземний піхотний полк - 4-й бенгальський туземний піхотний полк - 5-й бенгальський туземний піхотний полк - 6-й бенгальський туземний піхотний полк - 7-й бенгальський туземний піхотний полк - 8-й бенгальський туземний піхотний полк - 9-й бенгальський туземний піхотний полк - 10-й бенгальський туземний піхотний полк - 11-й бенгальський туземний піхотний полк - 12-й бенгальський туземний піхотний полк - 13-й бенгальський туземний піхотний полк - 14-й бенгальський туземний піхотний полк - 15-й бенгальський туземний піхотний полк - 16-й бенгальський туземний піхотний полк - 17-й бенгальський туземний піхотний полк - 18-й бенгальський туземний піхотний полк - 19-й бенгальський туземний піхотний полк - 20-й бенгальський туземний піхотний полк - 21-й бенгальський туземний піхотний полк - 22-й бенгальський туземний піхотний полк - 23-й бенгальський туземний піхотний полк - 24-й бенгальський туземний піхотний полк - 25-й бенгальський туземний піхотний полк - 26-й бенгальський туземний піхотний полк - 27-й бенгальський туземний піхотний полк - 28-й бенгальський туземний піхотний полк - 29-й бенгальський туземний піхотний полк - 30-й бенгальський туземний піхотний полк - 31-й бенгальський туземний піхотний полк - 32-й бенгальський туземний піхотний полк - 33-й бенгальський туземний піхотний полк - 34-й бенгальський туземний піхотний полк - 35-й бенгальський туземний піхотний полк - 36-й бенгальський туземний піхотний полк | - - 37-й бенгальський туземний піхотний полк - 38-й бенгальський туземний піхотний полк - 39-й бенгальський туземний піхотний полк - 40-й бенгальський туземний піхотний полк - 41-й бенгальський туземний піхотний полк - 42-й бенгальський туземний піхотний полк - 43-й бенгальський туземний піхотний полк - 44-й бенгальський туземний піхотний полк - 45-й бенгальський туземний піхотний полк - 46-й бенгальський туземний піхотний полк - 47-й бенгальський туземний піхотний полк - 48-й бенгальський туземний піхотний полк - 49-й бенгальський туземний піхотний полк - 50-й бенгальський туземний піхотний полк - 51-й бенгальський туземний піхотний полк - 52-й бенгальський туземний піхотний полк - 53-й бенгальський туземний піхотний полк - 54-й бенгальський туземний піхотний полк - 55-й бенгальський туземний піхотний полк - 56-й бенгальський туземний піхотний полк - 57-й бенгальський туземний піхотний полк - 58-й бенгальський туземний піхотний полк - 59-й бенгальський туземний піхотний полк - 60-й бенгальський туземний піхотний полк - 61-й бенгальський туземний піхотний полк - 62-й бенгальський туземний піхотний полк - 63-й бенгальський туземний піхотний полк - 64-й бенгальський туземний піхотний полк - 65-й бенгальський туземний піхотний полк - 66-й гуркхський бенгальський туземний піхотний полк - 67-й бенгальський туземний піхотний полк - 68-й бенгальський туземний піхотний полк - 69-й бенгальський туземний піхотний полк - 70-й бенгальський туземний піхотний полк - 71-й бенгальський туземний піхотний полк - 72-й бенгальський туземний піхотний полк |

#### Місцеві піхотні формування
| - Аліпурський полк - Рамгархський легкий піхотний полк - 3-й місцевий батальйон - Сирмурський стрілецький полк - Кумаонський батальйон - 1-й ассамський легкий піхотний полк - 2-й ассамський легкий піхотний полк - 11-й силхетський місцевий легкий піхотний полк - 1-й бенгальський батальйон військової поліції - Марварський батальйон - Джодхпурський легіон - Аудське іррегулярне з'єднання - Нарбаддський себундський корпус - Шекхаватський батальйон - Харьянський легкий піхотний полк - Хелат-і-гільзійський піхотний полк - Малва-бхільський корпус - Котаський контингент - Мехидпурський контингент - Гваліорський контингент - Малвський контингент - Бхопальський контингент - Фірозпурський полк - Лудхіянський полк - Верблюжий корпус - Насирійський батальйон | - Нагпурське іррегулярне з'єднання - Деолійське іррегулярне з'єднання - Лакхнауський полк - Мхаїрський полк - Камрупський полк - Ландхурські рейнджери - Капуртхальський контингент - 1-й гваліорський полк - 2-й гваліорський полк - Аллахабадський призов - Шахджаханпурський призов - Канпурський призов - Фатехгархський призов - Морадабадський призов - Майнпурійський призов - Сіялкотський піхотний призов - Барейллійський призов - Гуджранвалахський призов - Мератхський призов - Кумаонський призов - Агрський призов - Коульський і Сантальський призов - Раджпутський призов - Пурбіахський лояльний полк |

#### Пенджабські іррегулярні війська
| - 4 сикхських полки - 1-й сикхський полк пенджабських іррегулярних військ - 2-й сикхський полк пенджабських іррегулярних військ - 3-й сикхський полк пенджабських іррегулярних військ - 4-й сикхський полк пенджабських іррегулярних військ | - 6 пенджабських піхотних полків - 1-й пенджабський піхотний полк пенджабських іррегулярних військ - 2-й пенджабський піхотний полк пенджабських іррегулярних військ - 3-й пенджабський піхотний полк пенджабських іррегулярних військ - 4-й пенджабський піхотний полк пенджабських іррегулярних військ - 5-й пенджабський піхотний полк пенджабських іррегулярних військ - 6-й пенджабський піхотний полк пенджабських іррегулярних військ |

##### Полки, сформовані в ході Сипайського повстання
- 18 пенджабських піхотних полків

| - - 7-й пенджабський піхотний полк пенджабських іррегулярних військ - 8-й пенджабський піхотний полк пенджабських іррегулярних військ - 9-й пенджабський піхотний полк пенджабських іррегулярних військ - 10-й пенджабський піхотний полк пенджабських іррегулярних військ - 11-й пенджабський піхотний полк пенджабських іррегулярних військ - 12-й пенджабський піхотний полк пенджабських іррегулярних військ - 13-й пенджабський піхотний полк пенджабських іррегулярних військ - 14-й пенджабський піхотний полк пенджабських іррегулярних військ - 15-й пенджабський сапёрний піхотний полк пенджабських іррегулярних військ | - - 16-й пенджабський піхотний полк пенджабських іррегулярних військ - 17-й пенджабський піхотний полк пенджабських іррегулярних військ - 18-й пенджабський піхотний полк пенджабських іррегулярних військ - 19-й пенджабський піхотний полк пенджабських іррегулярних військ - 20-й пенджабський піхотний полк пенджабських іррегулярних військ - 21-й пенджабський піхотний полк пенджабських іррегулярних військ - 22-й пенджабський піхотний полк пенджабських іррегулярних військ - 23-й пенджабський піхотний полк пенджабських іррегулярних військ - 24-й пенджабський сапёрний піхотний полк пенджабських іррегулярних військ |